# Farbanica

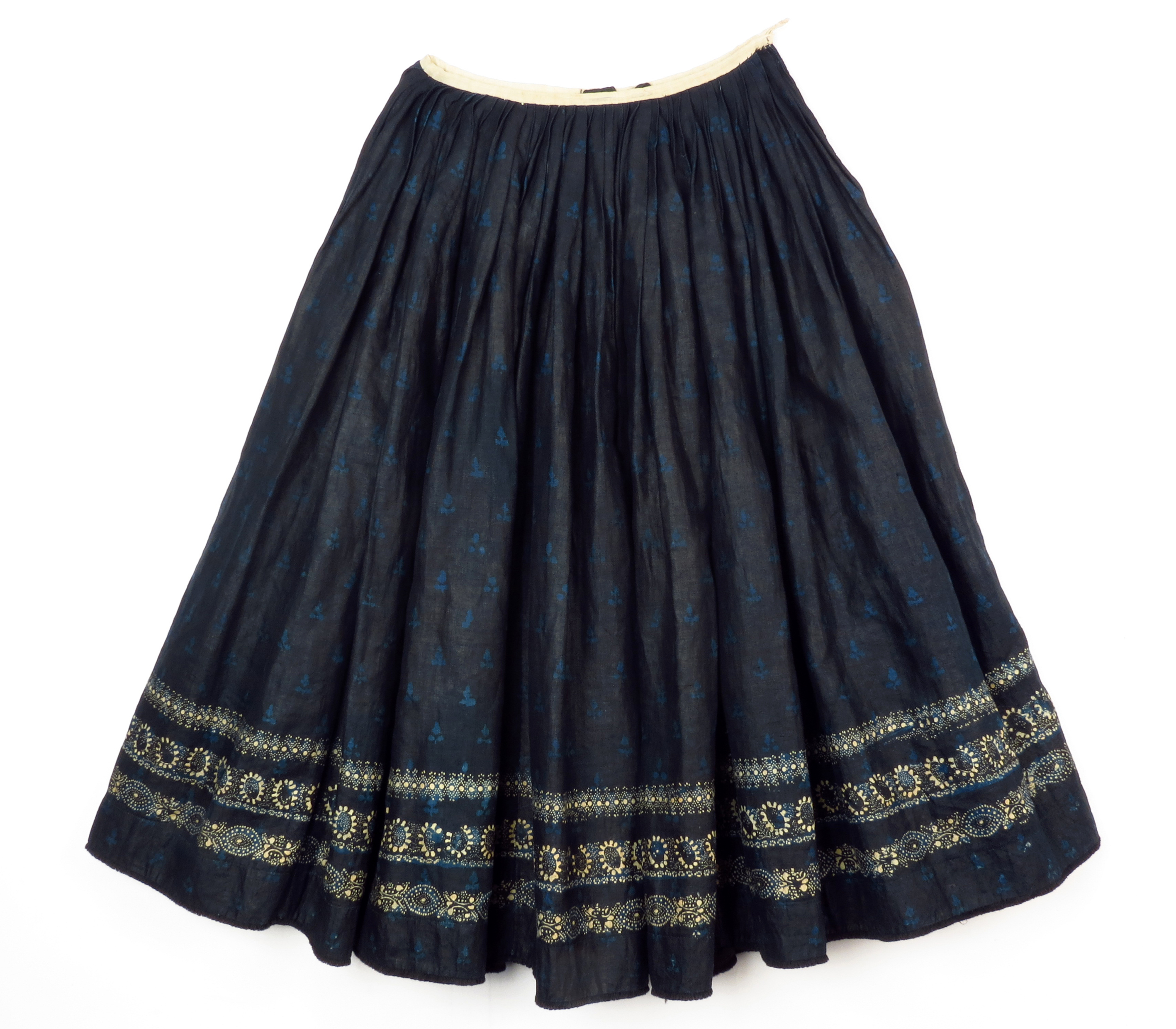
Spódnica farbanica

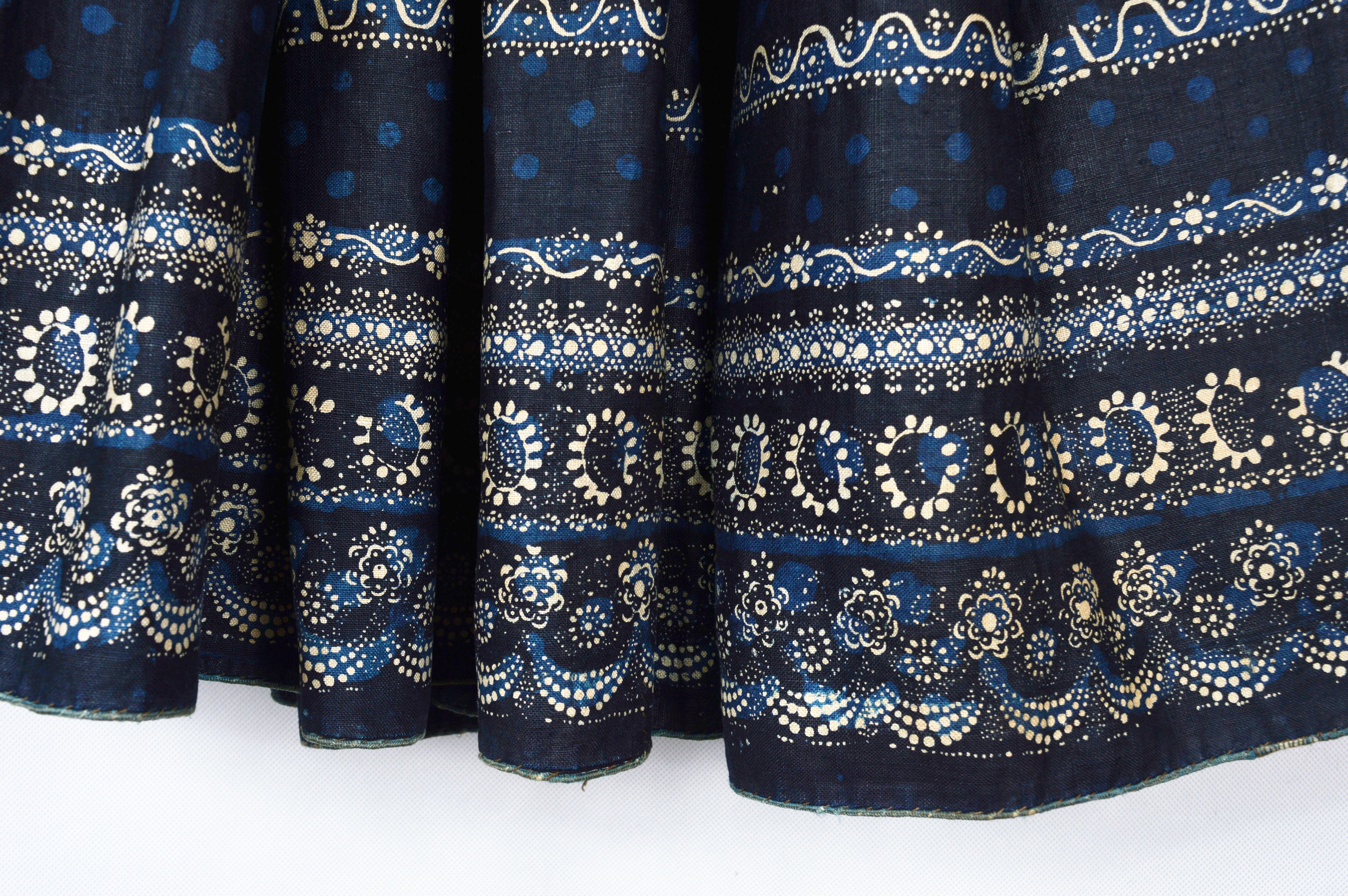
Detal farbanicy

Farbanica (lub też farbowanica) – spódnica wykonana z farbowanego indygiem samodziałowego płótna z nadrukowanym u dołu pasmowo białym lub niebieskim wzorem roślinno-geometrycznym, imitującym koronkę lub bogaty haft. Biały rzucik na granatowym tle płótna wykonywano metodą batikową – najpierw przy użyciu pokrytych masą izolacyjną klocków drukarskich (tzw. patronów) odciskano na płótnie wzór, a następnie zanurzano w kąpieli z dodatkiem indyga. W czasie farbowania miejsca pokryte wzorem nie przyjmowały barwnika. Zdobione w ten sposób w zakładach farbiarskich płótno było tańsze od jedwabnych tkanin i pojawiających się fabrycznych materiałów. Farbanice na Podhalu noszono powszechnie w ostatniej ćwierci XIX wieku.
Element stroju kobiecego górali podhalańskich.